# Skårbystenen 1
Skårbystenen 1, även kallad Gussnavastenen, med signum DR 280, är en runsten av granit som stått i Skårby socken i Skåne. Idag är runstenen placerad utanför Kulturen i Lund.

## Inskriften
En translitterering av inskriften lyder:

Translitterering av runraden:
× kaulfʀ × auk × autiʀ × þaʀ × sautu × stain × þans(i) × aftiʀ × tuma × bruþur × sia × ¶ i(ʀ) ati × ku¶þis×snab¶n ×
Normalisering till rundanska:
Kaulfʀ/Kalfʀ ok Autiʀ þeʀ sattu sten þænsi æftiʀ Toma, broþur sin, æʀ atti Guþissnapa.
Översättning till nusvenska:
Ka-Ulfr och Autir de satte denna sten efter sin bror Tome, som ägde Gudis Snape.